# Suecia en los Juegos Olímpicos de Tokio 1964
Suecia estuvo representada en los Juegos Olímpicos de Tokio 1964 por un total de 94 deportistas que compitieron en 13 deportes.  
El portador de la bandera en la ceremonia de apertura fue el jinete William Hamilton.

## Medallistas
El equipo olímpico sueco obtuvo las siguientes medallas:
| Nombre                                                        | Deporte            | Competición     |
| ------------------------------------------------------------- | ------------------ | --------------- |
| Oro                                                           |                    |                 |
| Rolf Peterson                                                 | Piragüismo         | K1 1000 m M     |
| Sven-Olov Sjödelius Gunnar Utterberg                          | Piragüismo         | K1 1000 m M     |
| Plata                                                         |                    |                 |
| Per Svensson                                                  | Lucha grecorromana | 97 kg M         |
| Arne Karlsson Sture Stork Lars Thörn                          | Vela               | 5.5 Metre M     |
| Bronce                                                        |                    |                 |
| Ingvar Pettersson                                             | Atletismo          | 50 km marcha M  |
| Sven Hamrin Erik Pettersson Gösta Pettersson Sture Pettersson | Ciclismo en ruta   | Ruta por eqs. M |
| Bertil Nyström                                                | Lucha grecorromana | 78 kg M         |
| Pelle Petterson Holger Sundström                              | Vela               | Star M          |